# لجمة مهار (الملاح)

تعديل مصدري - تعديل

لجمة مهار هي إحدى قرى عزلة الملاح بمديرية الملاح التابعة لمحافظة لحج، بلغ تعداد سكانها 182 نسمة حسب تعداد اليمن لعام 2004.